# Alive at Last
Alive at Last é o primeiro álbum gravado ao vivo da banda Train, lançado a 19 de outubro de 2004.

## Faixas
1. "Calling All Angels" - 5:17
2. "She's on Fire" - 4:24
3. "Meet Virginia" - 4:43
4. "Save the Day" - 7:10
5. "Get to Me" - 6:13
6. "Landmine" - 3:44
7. "All American Girl" - 4:41
8. "When I Look to the Sky" - 4:06
9. "Latin Interlude" - 1:48
10. "I Wish You Would" - 4:24
11. "Sweet Rain" - 6:35
12. "Free" - 6:45
13. "Drops of Jupiter" - 4:27
14. "Stay With Me" - 4:56
15. "Ordinary" - 3:34
16. "New Sensation" - 3:27

## Paradas
| Críticas profissionais | Críticas profissionais |
| Avaliações da crítica  | Avaliações da crítica  |
| Fonte                  | Avaliação              |
| ---------------------- | ---------------------- |
| Allmusic               | [ 2 ]                  |

| Ano  | Parada        | Posição |
| ---- | ------------- | ------- |
| 2004 | Billboard 200 | 48      |